# Piccola Pino
Piccola Pino（ピッコラピーノ）は、日本の女性アイドルグループ。2019年結成。北陸・石川県小松市を拠点に活動しているローカルアイドルグループである。略称は「ピッコラ」。

## 経歴
- 2019年9月、北陸アイドルフェスティバルの象徴としてデビュー。
- ユニット名はイタリア語の「ピッコラ（小さい）」と「ピーノ（松）」を組み合わせた造語。
- 2020年10月24日、ラストライブを行った。

## メンバー
| 名前       | よみ           | ニックネーム | 所属                 | 生年月日 (年齢)       | 出身地       | 加入年月日 | 備考                 |
| ---------- | -------------- | ------------ | -------------------- | --------------------- | ------------ | ---------- | -------------------- |
| ぷにたん   | ぷにたん       | ぷにたん     | CIE                  | 1996年6月24日（28歳） | 石川県能美市 | 2019年9月  | リーダー             |
| REMI       | れみ           | れみぷぅ     | フリー               | 1992年2月20日（33歳） | 石川県川北町 | 2019年9月  |                      |
| 峰尾こずえ | みねおこずえ   | こずりん     | マリンスノウ         | 1992年6月9日（32歳）  | 長野県飯田市 | 2019年9月  |                      |
| 鈴木花純   | すずきかすみ   | かすみ       | テレジアプロジェクト | 1995年1月16日（30歳） | 東京都       | 2019年9月  |                      |
| 山口まなみ | やまぐちまなみ | まなみ       | CIE                  | 2001年9月5日（23歳）  | 石川県小松市 | 2019年9月  | 元ほくりくアイドル部 |

## 楽曲
- 勇気色のセンセーション
- みんながいれば、銀の靴なんていらない！
- 百花繚乱
- ノスタルジア